# Tribolonotus parkeri
Tribolonotus parkeri — вид сцинкоподібних ящірок родини сцинкових (Scincidae). Ендемік Папуа Нової Гвінеї. Описаний у 2017 році.

## Поширення і екологія
Tribolonotus parkeri є ендеміками острова Бука в архіпелазі Соломонових островів.